# Pisara tenella
Pisara tenella är en fjärilsart som beskrevs av George Duryea Hulst. Pisara tenella ingår i släktet Pisara och familjen trågspinnare. Inga underarter finns listade i Catalogue of Life.